# 友近
友近（日语：／ Tomochika，1973年8月2日—），日本女性搞笑藝人、模仿藝人、演員。本名：友近 由紀子（ともちか ゆきこ）。身高157cm。出身於愛媛縣松山市市坪北。吉本興業東京本社（東京吉本）所屬。
友近经营着“水谷千重子”的角色，并以该名义发表音乐作品。根据设定，“水谷千重子”是出道50年的演歌歌手。

## 人物簡介、逸事
- 松山市立石井小學校、松山市立椿中學（日语：松山市立椿中学校）、松山東雲高等學校（日语：松山東雲中学校・高等学校）、松山東雲女子大學（日语：松山東雲女子大学）人文學部（日语：人文学部）畢業。大阪NSC23期生。
- 血液型：B型。星座：獅子座。
- 暱稱有一個姊姊。母親友近千鶴是占卜師[1]。
- 三圍：B94、W63.8、H96。自稱公開胸圍是D罩杯。
- 「穿起來有畿内的雅致」的和服服飾是友近她自己從美輪明宏形容的話挑選而出。
- 舞台活動的開場曲通常用澤田研二的「Casablanca Dandy（日语：カサブランカ・ダンディ）（中譯：卡薩布蘭卡的花花公子）」。
- 座右銘「有問題即立刻解決」「我不是在說壞話，這是在改變。」

## 來歷
2001年3月，從NSC畢業。同年獲得第1屆新人搞笑尼崎大獎優秀獎。
2003年，獲得NHK上方漫才比賽優秀獎及NHK新人演藝大獎演藝部門大獎。
2004年1月，獲得第25屆ABC搞笑新人頭獎優秀新人獎。
2008年9月15日，於自己的個人演唱會別名「右近亭友近」表演創作落語。
2010年3月7日，於TBS廣播主持晨間情報節目《爆笑問題的星期日》親自透露自己陷入破局。
2011年7月23～24日出演富士電視台播出的綜藝節目時，與進入愛媛電視台的現役播報員混入其内，並扮演了一位進入電視台已有8年、名叫吉川惠子的播報員角色。
2011年，出任家鄉愛媛縣「伊予觀光大使」。
2013年12月28日，於富士電視台播放節目《最強錦標賽2013 模仿王座大決定戰 新王者誕生特別節目!!》的決賽中，模仿高橋真梨子演唱她的歌曲「急不可待的嘴唇」，從模仿四大天王的栗田貫一、Defending Champion的Beauty國分、Miracle光等人中脫穎而出得到優勝。
2016年，就任「京in東京2016」的宣傳大使。

## 出演

### 綜藝節目

#### 現在
- 星期二
  - GO GO！Smile！（日语：ゴゴスマ -GO GO!Smile!-）（CBC電視台，2015年3月31日）－藝人 常態出演
  - 康智友近的KIMETSUKE！※始終只是我個人的感想（日语：やすとも・友近のキメツケ!※あくまで個人の感想です）（關西電視台，2018年4月24日－）－主持人[4]

- 星期四
  - Hirunandesu！（日语：ヒルナンデス!）（日本電視台，2016年4月7日－）－隔週常駐出演

- 星期五
  - 爆報！THE FRIDAY（日语：爆報! THE フライデー）（TBS，2011年10月21日－）
  - JobRevo！-Job life Revolution-（BS JAPAN→BS東視，2017年4月14日－）－主持人
  - （BS日視、YouTube，2018年4月4日－）－主持單元「友近&時間」

- 星期六
  - 原來如此Presenter！開花時間（日语：なるほどプレゼンター!花咲かタイムズ）（CBC電視台）

#### 過去
NHK系列
- NHK綜合
  - 爆笑ON AIR之戰（日语：爆笑オンエアバトル）－戰績0勝4敗 最高369KB
  - 準備好就可以上映 ～距離完全數位化還有3年～（日语：備えあれば映りよし 〜完全デジタル化まであと3年〜）（2008年7月24日）－媽媽
  - 祝女 ～SHUKUJO～（日语：祝女 (NHK)）（2008年11月28日）－主演
  - 祝女 ～shukujo～（2010年1月－3月）
  - 祝女 ～shukujo～ Summer Special （2010年8月21日）
  - 祝女 ～shukujo～ Season 2（2010年9月30日－2011年3月3日）
  - 祝女 ～shukujo～ Season 3（2011年10月15日－2012年2月25日）
  - 新年弄笑器材曲藝場（日语：初笑い東西寄席）（2009年1月3日、2010年1月3日）－從大阪來的主持人

- NHK
  - 笑，神，降，臨（日语：笑・神・降・臨） 第2系列（2009年11月2日）

- NHK教育
  - （2011年11月）－飾演 學生
  - 極致！（日语：極める!） 「友近的溫泉學」（2010年3月29日－4回）－講師

日本電視網
- 日本電視台
  - 娛樂之神（日语：エンタの神様）－廣告標語「變換自在的大姐姐角色」
  - 歌笑（日语：ウタワラ）

- 讀賣電視台
  - 學生我最強（日语：スタぴか! THOSE★AMAZING★KIDS!）－與山口智充2人一起主持

TBS電視網
- TBS
  - Goro's Bar（日语：Goro's Bar）
  - Goro's Bar My Fair Lady（日语：Goro's Bar Presents マイ・フェア・レディ）
  - Sacas-san（日语：サカスさん）（2009年4月－9月）
  - G.I.吾郎（日语：G.I.ゴロー）（2010年4月－9月）
  - 瘋狂爆笑王（日语：爆笑問題のバク天!）
    - 「完全女僕宣言（日语：@ほぉ〜むカフェ#完全メイド宣言）」的一日隊員（2006年1月21日）

  - 新Sui日本語（日语：新すぃ日本語）
  - Dream Press社（日语：ドリーム・プレス社）
  - 新Sui○○！（日语：新すぃ○○!）
  - 花丸市場（日语：はなまるマーケット）（2010年3月29日－2013年3月25日）

- MBS
  - （2010年6月－2011年3月）

- CBC電視台
  - 晴天·心跳心跳晴天（日语：晴れ・どきドキ晴れ）－隔週

朝日電視網
- 朝日放送
  - 爆笑！接觸喜劇 這裡是KA-KI-KU-KE公園前（日语：爆笑!ふれあいコメディ こちらかきくけ公園前）（2009年4月－2010年3月）
  - 小林劍道妄想劇場
  - 壘球刑警的藝人住家搜查（日语：フットボール刑事の芸人家宅捜査）（2010年1月4日）
  - （2013年1月－3月）－主主持人
  - THAT'S ENKA TAINMENT ～我可以稍微唱一下嗎？～（日语：THAT'S ENKA TAINMENT〜ちょっと唄っていいかしら?〜）（2009年10月－2018年9月）－主持人

- 朝日電視台
  - Pretty Woman
  - 爆笑問題找檢索Chan（日语：爆笑問題の検索ちゃん）（－2009年9月）－準常態
  - －旁白

- 名古屋電視台
  - 夫婦交換俱樂部 LOVE Chan（日语：夫婦交換バラエティー ラブちぇん）

東京電視台
- 性感女塾（日语：セクシー女塾）－性感真知子老師（聲音出演，最終回以人影的姿態出現）
- －明美媽媽（聲音出演）
- 早安攝影棚（日语：おはスタ）
- 來去鄉下住一晚（日语：田舎に泊まろう!）
- 極孃的力量（日语：極嬢ヂカラPremium）（2010年4月－）－不定期來賓

富士電視台
- 爆笑紅地毯（日语：爆笑レッドカーペット）－[注 1]
  - 在節目中，跟友近共演的有灘儀武（日语：なだぎ武）（作為狄倫&凱莎琳（日语：ディラン&キャサリン））、ASIAN（日语：アジアン）、灘儀武&BUFFALO吾郎（日语：バッファロー吾郎）木村明浩（日语：バッファロー吾郎A）（彼得×狄倫&凱莎琳名義）、HARISEMBON（日语：ハリセンボン (お笑いコンビ)）等人。
- （2008年）－[注 2]
- 情報Presenter Tokudane！（日语：情報プレゼンター とくダネ）－時事評論員
- Ore ONE（日语：オレワン）（2009年12月8日、2010年1月19日）
- FNS27時間電視 女子力全開2013 為少女的笑容創造美好的明天!!（日语：FNS27時間テレビ (2013年)）（2013年8月3日－4日）－綜合主持人
- 最強錦標賽2013 模仿王座大決定戰 新王者誕生特別節目!!（日语：ものまね王座決定戦）（2013年12月28日）
- VIKING（日语：バイキング (テレビ番組)）（2014年4月1日－2015年3月24日）

### 電視劇
NHK系列
- NHK
  - 連續電視小說
    - 芋頭、章魚、南瓜（日语：芋たこなんきん）（2006年10月－2007年3月）－神田美鈴
    - 阿淺來了（2015年9月－2016年4月）－梅
    - Ghost Friends（2009年4月2日－6月11日）－神谷聖子

- NHK BS Premium
  - 阿淺來了番外篇 破鍋配鍋蓋（2016年4月23日）
  - Double Tone ～2人的夢～（日语：ダブルトーン#テレビドラマ）（2013年6月－8月）－有沼郁子

日本電視台
- 監察醫室生亞季子（日语：監察医・室生亜季子）（2007年3月27日）－平山一子
- 華麗大間諜（2009年7月－9月）－慧李澄

朝日電視台
- 迷宮先生
  - 第5系列（2006年10月19日 - 12月14日）－常駐演出
  - 第6系列第2話（2008年10月30日）－堀真澄
- 瀨戶內少年野球團（日语：瀬戸内少年野球団#2016年版）（2016年9月17日）－穴吹留

富士電視網
- 富士電視台
  - 人生補時 第3節「壽喜燒篇」（2008年2月16日）－井原淑子
  - Legal High 第2話（2012年4月24日）－柊靜香
  - 週五PRESTIGE（日语：金曜プレステージ） 所轄刑事（日语：所轄刑事）9（2014年8月29日）－中園蝶子
  - Chef ～三星級營養午餐～（2016年10月13日－12月15日）－矢口早紀

- 關西電視台
  - 激浪青春（日语：がんばっていきまっしょい）（2005年7月－9月）－根本綠

- 東海電視台
  - 無法放任不管的魔女們（日语：ほっとけない魔女たち）（2014年9月－10月）－旁白

TBS
- 出生。（日语：生まれる。） 第9話（2011年6月17日）－蘆澤千穗
- 鐘錶店的女兒（日语：時計屋の娘）（2013年11月18日）－大貨車駕駛
- 週一名作劇場（日语：月曜名作劇場）
  - 天下御免野郎 銀事件街道！（2016年9月26日）－島村美咲
  - 十津川警部系列（日语：十津川警部シリーズ (内藤剛志)）（2018年－2019年）－北村警部補
- 中學聖日記（2018年10月9日－12月18日）－丹羽千鶴

其它電視台
- 週三懸疑9（日语：水曜ミステリー9） 旅行作家青木亞木子（日语：トラベルライター青木亜木子）系列（2013年2月20日－，東京電視台）－青木亞木子〈主演〉
- 被盜的臉 ～尋人搜查班～（日语：盗まれた顔）（2019年1月5日－2月2日，WOWOW）－角田里子

### 日本電影
- 「難波金融傳 南海的帝王（日语：難波金融伝・ミナミの帝王）」Vol.51 「恐喝（おどし）」（2004年）
- 日常（日语：日常 (映画)）（2006年）
- 酒井家的幸福（日语：酒井家のしあわせ）（2006年）
- 日常 ～戀之聲～（日语：日常〜恋の声〜）（2007年）
- 媽媽要出嫁（日语：オカンの嫁入り）（2010年）
- 荒唐男荒唐女（日语：サビ男サビ女）「！」（2011年）－主演·楠原繭子
- 地獄為何惡劣（2013年）
- 花宵道中（2014年）
- 噓八百（日语：嘘八百）（2018年）

### 廣播節目
MBS電台
- mix（日语：mix） west（2003年10月－2004年3月）
- 友近談戀愛有什麼不對！（日语：Bフライデースペシャル 陣内・ケンコバ45ラジオ）（2003年4月－2004年4月）
- GO OGO MONKEES（日语：ゴーゴーモンキーズ）（2004年4月－2005年9月）
- （2005年10月6日－2008年4月10日）
- （2008年4月9日－2009年4月1日）
- （2009年4月－2009年10月）

日本放送
- 惡魔小暮 日本全國 拉斯維加斯（日语：デーモン小暮 ニッポン全国 ラジベガス）（2005年4月－9月）
- 東貴博 日本全國 拉斯維加斯（日语：東貴博 ニッポン全国 ラジベガス）（2005年10月－2006年3月）

TBS廣播
- 爆笑問題的星期日（日语：爆笑問題の日曜サンデー）（2008年4月6日－2010年4月4日）
- 友近的這樣還是第一次（日语：のこんなの初めて）（2010年5月17日－7月26日）

其它電台
- （2002年10月－2006年3月，大阪電台）
- 友近的週六音樂盒（2012年10月－，每週日2時30分－3時00分，ABC電台）
  - 包含「水谷千重子」名義出演的『千重子』。

### 網路電視
- 國產洋片劇場（日语：国産洋画劇場） 「六城」／「船與冰山」[5]（2018年8月31日－，大阪頻道（日语：大阪チャンネル））－遠藤／薔薇子〈飾演〉[6]

### 舞台
- 安妮（2011年）－飾演海尼根老師
- 朝九晚五（2012年）－飾演 朵拉瑞·羅斯
- 祝女 ～shukujo～（2014年）
- 阿達一族（2014年）－飾演 艾莉絲

### 電視動畫
- （日本電視台）－媽媽〈配音〉

### 外語配音
| 作品年份 | 作品名稱                | 配演角色    | 演員              | 媒介         |
| -------- | ----------------------- | ----------- | ----------------- | ------------ |
| 2012     | 無敵破壞王              | 太妃妲      | 敏迪·卡靈〈配音〉 | 劇院公映版本 |
| 2016     | 魔鬼剋星                | 愛琳·吉伯特 | 克莉絲汀·薇格     | 劇院公映版本 |
| 2018     | 無敵破壞王2：網路大暴走 | 太妃妲      | 敏迪·卡靈〈配音〉 | 劇院公映版本 |

### 廣告
- 伊予銀行（日语：伊予銀行）「新」水谷千重子／
- 大幸藥品（日语：大幸薬品）「喇叭整腸藥BF」
- PIP藤本
- Earth製藥（日语：アース製薬）
- 愛媛縣知事選舉投票宣傳（平成19年1月21日投票，愛媛縣選舉管理委員會）
- KONAKA紳士服（日语：コナカ）
  - 熱唱！涼
  - 熱唱！涼2
- NAMBA WALK（日语：なんばウォーク）「2007年夏、2008年新春特價」－與灘儀武（日语：なだぎ武）共演（幫小狗布偶配音）
- U-CAN（日语：ユーキャン） 「通信講座」（2009年1月－）－飾演 專業主婦·須貝芳子
- 優雅食 （2009年2月－）
  - 歌篇
  - 篇
  - 篇
- LION 「CHARMY 」
- DHC 「DHC蛋白飲食」
- NISSAN「NOTE」
  - 低燃費少女海蒂（日语：低燃費少女ハイジ）－擔任海蒂的配音
- 日本水產魚肉香腸
  - 「友近子」篇
  - 篇
- 日本可口可樂 「喬亞 EMERALD MOUNTAIN BLEND 昂列咖啡」（2011年10月－）－與椿鬼奴（日语：椿鬼奴）、山田菜菜（NMB48）共演。
  - 「癒派」篇
- 東京車展2013
- NHK松山放送局 「地」（2010年）
- 夏普 空氣清新機冷藏庫（2015年6月－）－水谷千重子名義
- 交通部觀光局 「只屬於你的色彩-臺灣百色旅遊風情」－ 水谷千重子名義[9]
- 常盤藥品工業（日语：常盤薬品工業）「本舗 」（2016年）－水谷千重子名義[10]
- 中部電力「！中電」（2017年10月13日－）
- Brandear（日语：ブランディア）（2016年）－西尾一男名義[11]

## CD
- Tokyo（2004年11月17日）
  - 從《歌番》（TBS）節目內部企劃「明星誕生」中，由R and C Ltd進行販售。井上陽水『東京』的重編翻唱歌曲。
- 狄倫&凱莎琳（日语：ディラン&キャサリン）（與灘儀武（日语：なだぎ武）搭檔組合）名義。
  - （2007年11月21日發售。作詞：田中秀典，作曲：磯崎健史，編曲：百田留衣）
  - 東京電視網電視動畫《Keroro軍曹》第7代片頭主題曲（第184話－第205話）
- 「倖求方」（2010年10月27日發售，與堀內孝雄（日语：堀内孝雄）2人進行對唱）

### 水谷千重子名義
- 「人生歌」（2012年5月16日。作詞、作曲：二葉未來。演歌之一的40週年紀念單曲。B面收錄歌曲有「天使」「祭女」）
- 「大阪」（2013年10月16日，與川中美幸（日语：川中美幸）2人進行對唱）
- 「曇…」（2015年4月22日。作詞、作曲：二葉慶太郎。演藝生活50週年紀念單曲）
- （2015年9月2日。與山內惠介2人進行對唱）[12]
- （與田原俊彥2人進行對唱，2015年11月11日「TRUE LOVE ～約束歌～」收錄[13]）
- 「水谷千重子精選專輯 BAKAITTERU」
（2016年1月20日。（設定上）首次亮相的歌曲「博」（在環境中）作為「博2016」成為現實世界中的第一個音源。
- 「好」（2017年11月15日）

## 水谷千重子名義樂曲
| 曲名           | 作詞／作曲                                | 對唱     |
| -------------- | ----------------------------------------- | -------- |
| 人生歌         | 二葉未來／二葉未來                        |          |
| 天使           | 二葉慶太郎／二葉慶太郎                    |          |
| 祭女           | 二葉菖仁／二葉菖仁                        |          |
| 倖求方         | 荒木豐久／堀內孝雄                        | 堀內孝雄 |
| 都天使         | 荒木豐久／堀內孝雄                        | 堀內孝雄 |
| 曇…            | 二葉慶太郎／二葉慶太郎                    |          |
|                | 二葉慶太郎／水森英夫                      | 山內惠介 |
| 歌             | 倉本美津留／水森英夫                      | 山內惠介 |
| 彼女私事情     | 相川七瀨、織田哲郎／織田哲郎              | 相川七瀨 |
| 博2016         | 二葉菖仁／二葉慶太郎                      |          |
| 福井三旨米     | 二葉慶太郎／二葉慶太郎                    |          |
| 大阪           | 高田廣尾／聖川湧                          | 川中美幸 |
| 明日           | 二葉慶太郎／二葉慶太郎                    |          |
|                | Satomi／Daisuke”DAIS”Miyachi、Yuichi Ohno | 田原俊彥 |
| 抱             | 二葉慶太郎／二葉慶太郎                    |          |
| 千重子         | 友近、岸谷香／岸谷香                      |          |
| 愛冷           | 二葉槙敬之／二葉槙敬之                    |          |
| 始             | 秋元康／後藤康二                          | 稻垣潤一 |
| 飛吉五平餅     | 倉武／水野良樹                            |          |
| 五月雨道中     | 二葉未來／二葉未來                        |          |
| ～台百色旅情～ | 二葉慶太郎／二葉慶太郎                    |          |

## DVD
- （2006年8月30日）
- 緊急特別DVD 追悼（2005月10月26日）
- 比佛利山莊晴天白書（日语：ビバリーヒルズ晴天白書）（2008年1月23日）
美國電視影集《飛越比佛利》的戲仿劇，友近扮演凱莎琳。
- 水谷千重子 演歌40周年記念（2012年9月19日）
水谷千重子名義。
- 水谷千重子KEEEPON SHINING歌謠祭2016 in NHK大廳（2016年11月23日）
水谷千重子名義。
- 友近寸劇作品集「演候」PREMIUM BOX 2014-2018（2019年6月26日）

## 個人演唱會
- 2004年
  - 1月24日 「年賀交歡會」（梅田花月（日语：うめだ花月）／大阪）[注 3]
  - 3月14日 「風」（梅田花月／大阪）
  - 6月20日 「友近客中～。」（梅田花月／大阪）
- 2005年
  - 3月17日 「札幌」（梅田花月／大阪）
  - 6月18日 「通」（梅田花月／大阪）
  - 12月3日 「虎起」（梅田花月／大阪）
- 2006年
  - 8月4日 「高失」（WAHHA HALL（日语：大阪府立上方演芸資料館）／大阪）
  - 8月19日 「高失」（LUMINE the YOSHIMOTO（日语：ルミネtheよしもと）／東京）
- 2007年
  - 8月14日 「夏將軍」（WAHHA HALL／大阪）
  - 9月8日 「殘暑夏將軍」（LUMINE the YOSHIMOTO／東京）
- 2008年
  - 4月13日 「友近LIVE」（LUMINE the YOSHIMOTO／東京）
  - 9月15日 「魚肉」（難波豪華花月／大阪）
  - 9月27日 「魚肉」（LUMINE the YOSHIMOTO／東京）
- 2009年
  - 11月3日 「吉本炎上」（LUMINE the YOSHIMOTO／東京）
  - 11月7日 「吉本炎上」（京橋花月／大阪）
- 2010年
  - 11月3日 「友近濡街角 ～BICCHONKO～」（LUMINE the YOSHIMOTO／東京）
  - 11月12日 「友近濡街角 ～BICCHONKO～」（難波豪華花月／大阪）
- 2011年
  - 11月26日 （LUMINE the YOSHIMOTO／東京）
  - 12月9日 （難波豪華花月／大阪）
- 2013年
  - 6月14日 「友近CHANNEL」（難波豪華花月／大阪）
  - 6月23日 「友近CHANNEL」（LUMINE the YOSHIMOTO／東京）
- 2014年
  - 11月2日 「友近HOUSE」（難波豪華花月／大阪）
  - 11月10日 「友近HOUSE」（電力大廳（日语：電力ビル）／仙台）
  - 11月24日～25日 「友近HOUSE」（LUMINE the YOSHIMOTO／東京）
- 2015年
  - 2月6日 「友近HOUSE」（日本青年館／東京）[注 4]
  - 2月16日 「友近HOUSE」（國際會議場主大廳／福岡）[注 4]
  - 3月1日 「友近HOUSE」（名鐵大廳（日语：名鉄ホール）／名古屋）[注 4]
- 2016年
  - 11月21日 友近連續LIVE小說（難波豪華花月／大阪）
  - 12月5日 友近連續LIVE小說（天王洲銀河劇場（日语：天王洲 銀河劇場）／東京）
  - 12月6日 友近連續LIVE小說（天王洲銀河劇場／東京）[注 5]
- 2017年
  - 1月16日 友近連續LIVE小說（電力大廳／仙台）
  - 1月30日 友近連續LIVE小說（JMS Aster Plaza（日语：JMSアステールプラザ）大廳／廣島）
  - 2月1日 友近連續LIVE小說（日本特殊陶業市民會館（日语：名古屋市民会館）／名古屋）
  - 2月14日 友近連續LIVE小說（國際會議場主大廳／福岡）
- 2018年
  - 4月8日 「友近WIDE劇場」（有樂町讀賣大廳（日语：読売会館）／東京）
  - 4月25日 「友近WIDE劇場」（難波豪華花月／大阪）
  - 4月29日 「友近WIDE劇場」（／高知）
  - 5月6日 「友近WIDE劇場」（日本特殊陶業市民會館／名古屋）
  - 5月20日 「友近WIDE劇場」（有樂町讀賣大廳／東京）
  - 5月23日 「友近WIDE劇場」（福岡國際會議場主大廳／福岡）
  - 5月27日 「友近WIDE劇場」（仙台銀行大廳 Izumity-21（日语：仙台市泉文化創造センター）大廳／仙台）
  - 6月5日 「友近WIDE劇場」（廣島 Aster Plaza（日语：JMSアステールプラザ）大廳／廣島）[注 4]

## 水谷千重子名義演唱會
- 2016年
  - 1月20日 水谷千重子「KEEEPON SHINING歌謠祭」（NHK大廳／東京）
  - 5月7日 水谷千重子「KEEEPON SHINING歌謠祭」（大阪節慶音樂廳（日语：フェスティバルホール）／大阪）
  - 5月9日 水谷千重子「KEEEPON SHINING歌謠祭」（福岡太陽宮／福岡）
  - 5月11日 水谷千重子「KEEEPON SHINING歌謠祭」（名古屋國際會議場世紀廣場／名古屋）
- 2017年
  - 4月16日 水谷千重子「KEEEPON SHINING歌謠祭2017」（昭和女子大學人見紀念講堂（日语：昭和女子大学人見記念講堂）／東京）
  - 5月3日 水谷千重子「KEEEPON SHINING歌謠祭2017」（NHK大阪大廳（日语：NHK大阪ホール）／大阪）
  - 5月6日 水谷千重子「KEEEPON SHINING歌謠祭2017」（愛知縣藝術劇場（日语：愛知県芸術劇場）大廳／名古屋）
  - 5月28日 水谷千重子「KEEEPON SHINING歌謠祭2017」（福岡市民會館（日语：福岡市民会館）／福岡）
  - 6月7日 水谷千重子「KEEEPON SHINING歌謠祭2017」（仙台太陽廣場（日语：仙台サンプラザ）大廳／仙台）
- 2018年
  - 9月2日 水谷千重子「KEEEPON SHINING歌謠祭2018」（名古屋國際會議場世紀廣場／愛知）
  - 9月9日 水谷千重子「KEEEPON SHINING歌謠祭2018」（福岡太陽宮旅館&大廳／福岡）
  - 9月14日 水谷千重子「KEEEPON SHINING歌謠祭2018」（中野太陽廣場／東京）
  - 10月3日 水谷千重子「KEEEPON SHINING歌謠祭2018」（ORIX劇場（日语：オリックス劇場）／大阪）
  - 10月7日 水谷千重子「KEEEPON SHINING歌謠祭2018」（仙台太陽廣場大廳／宮城）
  - 10月16日 水谷千重子「KEEEPON SHINING歌謠祭2018」（松山市民會館（日语：松山市民会館）／愛媛）
- 2019年
  - 2月22日～3月4日 水谷千重子50週年紀念公演「尼軍 一休」（明治座／東京） [注 6]

## 外部連結
- 吉本興業官方網站的公開簡歷（页面存档备份，存于） （日語）
- （日語）－友近／水谷千重子的官方個人部落格。
- 友近／水谷千重子的Facebook專頁
- YouTube上的友近／水谷千重子 官方頻道頻道 （日語）
- 友近／水谷千重子的Instagram帳戶 （日語）
- 友近 （页面存档备份，存于） （日語）－NHK人物録（日语：NHKアーカイブスポータル）